# Писарі (Копер)
Писарі (словен. Pisari) — поселення в общині Копер, Регіон Обално-крашка, Словенія. Висота над рівнем моря: 177,3 м.